# Diablo Grande (Californie)
Diablo Grande est une census-designated place du comté de Stanislaus, dans l'État de Californie, aux États-Unis,. En 2020, elle compte une population de 1 669 habitants.